# Harpactea heizerensis
Harpactea heizerensis là một loài nhện trong họ Dysderidae.
Loài này thuộc chi Harpactea. Harpactea heizerensis được miêu tả năm 1991 bởi Robert Bosmans & Beladjal.